# Гркокатолицизам
Гркокатолицизам, односно католицизам грчког обреда или католицизам византијског обреда, представља посебан вид католицизма, који се практикује у оним источнокатоличким црквама чија се литургијска пракса заснива на католичким варијантама византијског обреда. Иако се налазе у пуном догматском јединству са Римокатоличком црквом, све гркокатоличке цркве (лат. Ecclesiae Graeco-Catholicae) уживају извесну организациону и обредну аутономију. Њихово устројство је оличено у разним еклисиолошким посебностима, као што су: богослужбена употреба народног језика (грчки, словенски, румунски, мађарски), брачност мирског свештенства и значајан степен унутрашње црквене самоуправе у односу на Ватикан.
Припадници гркокатоличких цркава се у традиционалној терминологији најчешће означавају као гркокатолици или гркоунијати. Тим појмовима се у општем смислу називају они источни католици који следе грчко-византијску литургијску традицију, било на грчком или неком другом језику. Међутим, у појединим источнокатоличким црквама које окупљају Словене, Румуне и Мађаре, традиционални појам гркокатолици не сматра се најбољим решењем. Стога је у савремену католичку терминологију уведен нови (етнички неутралан) назив: византокатолици. Под тај појам, поред византокатоличких Грка (гркокатолици у ужем смислу) спадају и византокатолички Словени, Румуни, Мађари и припадници осталих народа.

Гркокатоличким црквама није дозвољено (од стране Ватикана) да успоставе јединствену организацију и заједничке органе, већ је свака гркокатоличка црква, независно од осталих, потчињена Ватикану. По формалном старешинству, гркокатолички јерарх са највишом титулом је патријарх Јосиф I, поглавар Мелкитске гркокатоличке цркве.
Појам гркокатолицизам не треба изједначавати са појмом унијатизам, који је шири по значењу и обухвата све унијатске (источнокатоличке) цркве (гркокатоличке, сирокатоличке и остале).

## Историја
Гркокатолицизам је настао као последица тежње Римокатоличке цркве да након Великог раскола (1054) придобије православне хришћане путем унијаћења, односно путем пропагирања католичких догми и учења, као што су: догма о двоструком исхођењу Светог духа и учење о примату римског папе. Приликом преверавања, односно превођења са православља на католицизам, гркокатолици су прихватали католичке догме, али су задржавали своје дотадашње обреде и унутрашњу самоуправу.
Гркокатолицизам се јавља већ у другој половини 11. века, непосредно након Великог раскола (1054) и првобитно је био усмерен ка превођењу јужноиталијанских православних Грка из православља у католицизам. Тежње ка унијаћењу православних хришћана добиле су на замаху након Четвртог крсташког рата и освајања Цариграда (1204), а даљи кораци у истом смеру учињени су на Другом лионском сабору (1274), када је склопљена Лионска унија и потом на Фирентинском сабору (1439), када је склопљена Фирентинска унија. Међутим, сви ови покушаји унијаћења имали су само делимичан и привремени успех. Тек након склапања Брестовске уније (1596) и Ужгородске уније (1646), постављен је темељ за стварање првих аутономних гркокатоличких црква, које су успеле да заживе и опстану.
Први покушаји унијаћења православних Срба јавили су се већ током позног средњег века, а ова појава је добила на замаху у раздобљу од 16. до 18. века, када је на подручјима под хабзбуршком, односно млетачком влашћу спровођена политика организованог и принудног, а често и насилног унијаћења, односно превођења Срба са православља на гркокатолицизам, што је временом довело до стварања унијатске Крижевачке бискупије.
Рад на стварању гркокатоличких цркава спровођен је не само на просторима источне Европе, већ и међу православним хришћанима на Блиском истоку, што је временом довело до стварања гркокатоличких „мелкитских” цркава.
У самој Римокатоличкој цркви су током историје постојала различита мишљења о питању степена аутономије који би требало оставити гркокатоличким и осталим унијатским црквама, тако да је њихов правни положај био регулисан тек током 19. и 20. века, када је преовладало мишљење да им треба признати пуну унутрашњу аутономију, у организационом смислу.
За време Другог светског рата (1941—1945), управа гркокатоличке Крижевачке епархије активно је саучествовала у принудном и насилном покатоличавању православних Срба, које је спровођено на целокупном подручју тадашње Независне Државе Хрватске. У наметању уније посебно се истакао клерофашиста Јанко Шимрак, гркокатолички крижевачки епископ, који је почевши од 1941. године, заједно са загребачким надбискупом Алојзијем Степинцем учествовао у раду посебног одбора за спровођење покатоличавања.
У новије време, у контексту екуменског дијалога, унијаћење је одбачено (Баламандски споразум) као метод за уједињење хришћана. Римокатоличка страна, међутим, инсистира на томе да гркокатоличке цркве имају право да постоје, док православни и остали источни хришћани нерадо гледају на њих, пошто их сматрају производом принудних или насилних покушаја покатоличавања током историје.
За гркокатолике, у православном свету, често се користи погрдни назив „унијати”. Он означава отпадника од православне вере, тј. неког ко је издао своју веру. Термини „Унијатска црква” и „унијати” представљају увредљиве називе за вернике Гркокатоличке цркве, односно гркокатолике и не треба их користити.

## Обележја
Гркокатолици задржавају све обредне разлике тј. служе литургију на квасном хлебу, верници се причешћују под оба вида, свештенство носи браде и жени се, у цркви је иконостас итд. Чак се и Символ вере чита без додатка филиокве, али се у догматском смислу прихвата римокатоличко учење о двоструком исхођењу Светог Духа. Када неупућена особа уђе у гркокатоличку цркву, стиче утисак да је реч о православцима. Током времена, и код гркокатолика су прихваћене различите праксе карактеристичне за латински обред, али оне још увек нису доминантне. Међутим, и поред спољашње сличности, ступивши у јединство са Римом, гркокатолици су иступили из православног корпуса тако да са православним више немају ни канонско ни литургијско заједништво. Али, у свету екуменског дијалога, ипак теже ка међусобном помагању, тако постоје примери православних који делују у хуманитарним организацијама попут Каритаса (лат. Caritas Internationalis), а тако и чтецирање или појање у храмовима источнокатоличких цркава.

## Списак гркокатоличких цркви

### Са сопственом хијерархијом
- Албанска гркокатоличка црква;
- Бугарска гркокатоличка црква;
- Грчка византокатоличка црква, у Грчкој и Турској;
- Италоалбанска католичка црква, у Италији;
- Гркокатоличка црква у Хрватској и Србији
- Мађарска гркокатоличка црква;
- Македонска гркокатоличка црква;
- Мелкитска гркокатоличка црква (Блиски исток, са седиштем у Дамаску);
- Румунска гркокатоличка црква;
- Русинска гркокатоличка црква;
- Словачка гркокатоличка црква;
- Украјинска гркокатоличка црква.

### Без властите хијерархије
- Белоруска гркокатоличка црква;
- Руска гркокатоличка црква;
- Гркокатолицизам у Црној Гори.